# Hermann Cohen
Hermann Cohen (Coswig, 4 luglio 1842 – Berlino, 4 aprile 1918) è stato un filosofo tedesco, esponente del Neokantismo.
Fondò la scuola filosofica di Marburgo. L'adesione al neokantismo lo indusse a considerare come unica realtà l'attività del soggetto pensante. Il pensiero tuttavia non è il prodotto dell'attività del soggetto; è una realtà per sé, e il suo principio è l'assoluta origine (Ursprung). Su queste basi che sono assai lontane dallo spirito genuino del kantismo, Cohen costruisce tutta la filosofia che divide in tre rami fondamentali: logica o teoria del puro conoscere; etica o teoria del puro volere; estetica o teoria del puro sentimento.
Per quanto riguarda la logica, essa è quella delle scienze matematiche della natura, visto che Cohen elimina dal pensiero e dalla conoscenza ogni elemento soggettivo. 
La conseguenza dell'atto logico è il giudizio in quanto il pensiero tende a unificare o a distinguere.
L'idea è al centro degli studi dell'etica: il volere si esplica attraverso l'idea, senza la quale si avrebbe solo desiderio.
Se un'opera d'arte trascende la materia e gli strumenti utilizzati, la tecnica e la forma, è perché possiede e manifesta un ideale, quello della perfezione umana; questo è l'ideale che guida l'estetica.
In etica Cohen non si discosta da Kant in quanto la legge morale è espressa nell'imperativo categorico che determina la volontà. Tuttavia poiché l'uomo non realizza appieno se stesso se non nella società, e d'altra parte deve essere considerato sempre e soltanto come fine e non mai come mezzo, Cohen ricava dalla propria morale una dottrina politica a carattere socialistico che vuole salvaguardare la libertà umana e favorire lo sviluppo e il progresso dell'umanità verso la realizzazione del regno dei fini, che è il suo ideale supremo.
La religione non viene considerata un modello da Cohen, poiché la religione appartiene al mito quando Dio viene investito di elementi come lo spirito, altrimenti Dio rimane un concetto puramente morale.

## Opere
- La teoria kantiana dell'esperienza, 1871, Kants theorie der Erfahrung), ed. it. a cura di Luisa Bertolini, Milano: Franco Angeli, 1990. ISBN 88-204-3570-5
- La fondazione kantiana dell'etica, 1877, Kants Begrundung der Ethik nebst ihren Anwendungen auf Recht, Religion und Geschichte), ed. it. a cura di Gianna Gigliotti, Lecce: Milella, 1983. ISBN 88-7048-090-9
- La fondazione kantiana dell'estetica, 1879 (Kants Begründung der Ethik)
- Sistema della filosofia, (System der Philosophie) 
  - Vol. 1: Logica della conoscenza pura, 1902 (Logik der reinen Erkenntnis)
  - Vol. 2:  Etica della volontà pura, 1904, (Ethik des reinen Willens), ed. it. a cura di Gianna Gigliotti, Napoli: ESI, 1994. ISBN 88-7104-836-9
  - Vol. 3: Estetica del sentimento puro, 1912, (Ästhetik des reinen Gefühls)
- Il concetto di religione nel sistema della filosofia, 1915, (Der Begriff der Religion im System der Philosophie), ed. it. a cura di Gian Paolo Cammarota, Napoli: ESI, 1996. ISBN 88-8114-279-1
- L'idea drammatica in Mozart, (Die dramatische Idee in Mozarts Operntexten), ed. it. a cura di Stelio Mazziotti, Genova: Marietti, 1992. ISBN 88-211-6283-4
- Commento alla Critica della ragion pura di Kant, 1920, (Kommentar zur Immanuel Kants Kritik der reinen Vernunft)
- Religione della ragione dalle fonti dell'ebraismo, (Die Religion der Vernunft aus den Quellen des Judentums), ed. it. a cura di Andrea Poma, Cinisello Balsamo: San Paolo, 1994. ISBN 88-215-2888-X
- La fede d'Israele e la speranza: interventi sulle questioni ebraiche, 1880-1916, con due lettere di Martin Buber, ed. it. a cura di Pierfrancesco Fiorato, postfazione di Gianfranco Bonola, Firenze: Giuntina, 2000. ISBN 88-8057-115-X